# 모지스 타누이
모지스 타누이(Moses Tanui, 1965년 8월 20일 ~)는 케냐의 장거리달리기 선수로 1991년 세계 육상 선수권 대회 10000m 금메달리스트였다.

## 생애
난디 현 출신으로 1993년 세계 육상 선수권 대회에서 결국 우승한 하일레 게브르셀라시에와 접촉한 후 자신의 운동화 한짝을 잃은 마지막 바퀴에 논쟁적 사건이 일어난 후, 2위를 하였다. 그는 또한 1996년 100회 보스턴 마라톤은 물론, 2년 후 102회 보스턴 마라톤을 우승하기도 하였다.
그는 1993년 4월 3일 밀라노에서 59분 47초를 달리면서 1시간 적게 하프마라톤을 달린 첫 육상 선수였다. 그의 세계 기록은 5년 후에 폴 터갓에 의하여 깨졌다.
1999년 시카고 마라톤에서 할리드 하누치를 세계 신기록으로 자극하는 데 도움을 주어 결국 케냐 국내 기록이며 그 포인트에서 3번째로 가장 빠른 마라톤 시간인 2시간 06분 16초로 2위를 하였다.
2004년 서울 국제 마라톤에 나가면서 아직도 활동적이었다. 후에 무릎 부상으로 인하여 은퇴하였다. 오늘날 캅타가트에서 훈련 캠프를 운영하고 있다.